# Crocidura russula
Crocidura russula là một loài động vật có vú trong họ Chuột chù, bộ Soricomorpha. Loài này được Hermann mô tả năm 1780 , chúng được tìm thấy tại Châu Âu và Bắc Phi. Nó là loài phổ biến nhất của chuột chù răng trắng. Loài này được tìm thấy dọc theo Địa Trung Hải, Hà Lan, Bỉ, Đức và Bồ Đào Nha, ngoài ra, chuột chù Osorio đảo Canary, ban đầu được mô tả như là một loài riêng biệt (Crocidura Osorio), sau đó được phát hiện là một dân số thêm vào Crocidura russula. Môi trường sống ưa thích của nó là đồng cỏ và rừng.

## Hình ảnh

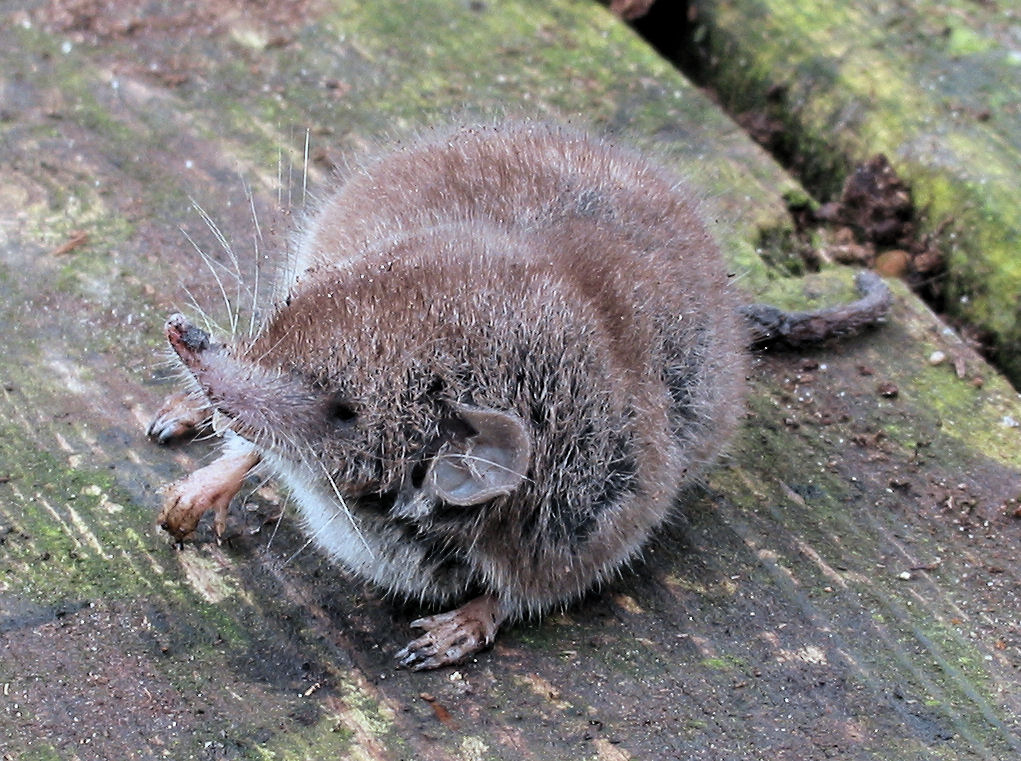
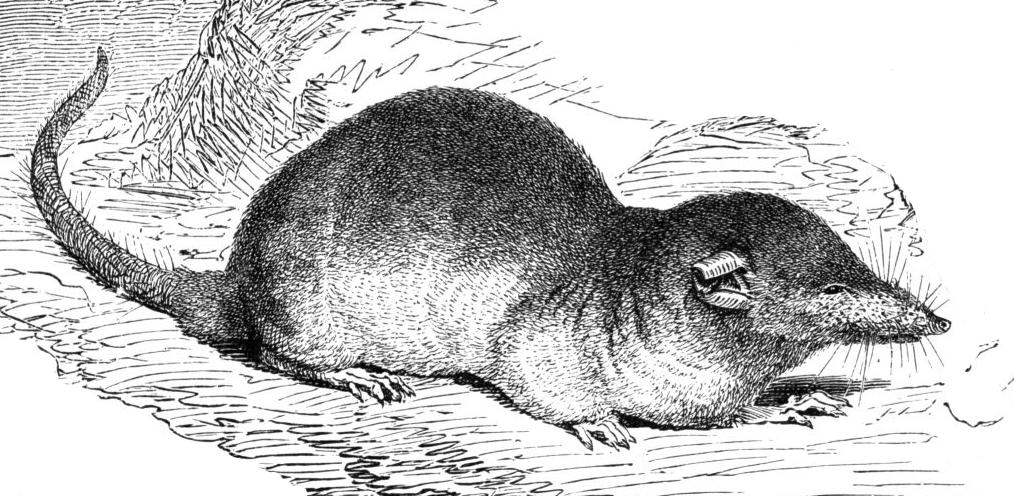
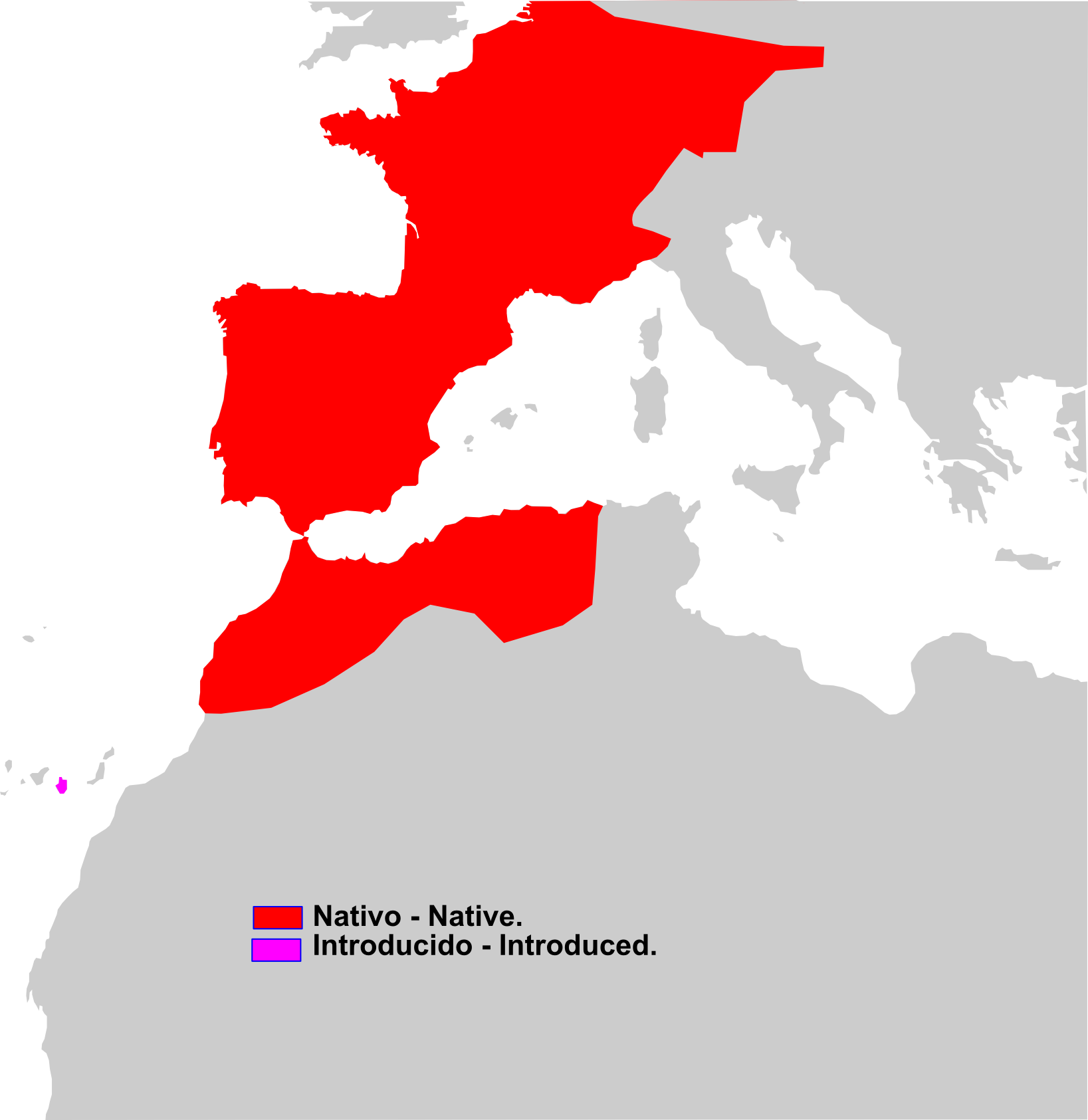
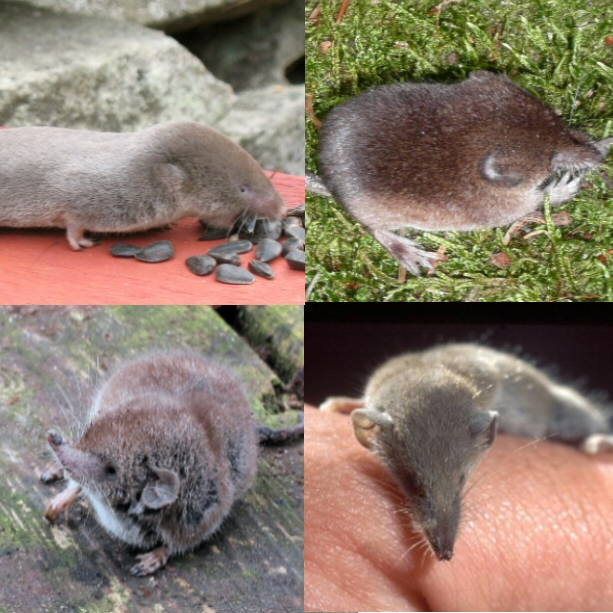